# ルイ・フランソワ1世 (コンティ公)

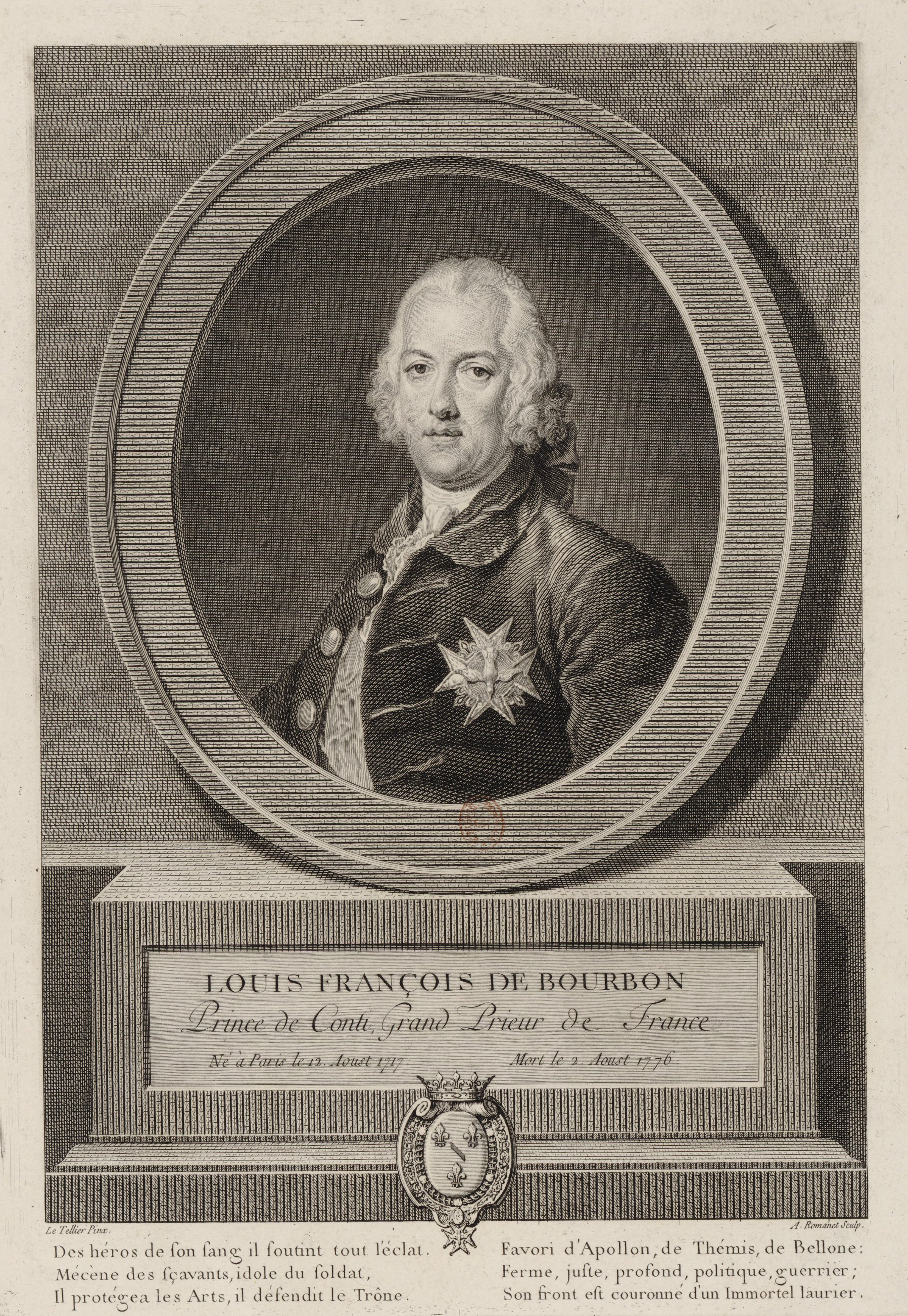
コンティ公ルイ・フランソワ1世

ルイ・フランソワ1世・ド・ブルボン（Louis François I de Bourbon, 1717年8月13日 - 1776年8月2日）は、フランス・ブルボン朝期の軍人・貴族。ルイ・アルマン2世の息子でコンティ公（在位：1727年 - 1776年）。

## 生涯
1741年に起きたオーストリア継承戦争の際、ベル＝イル公配下の軍人としてボヘミアに出陣。次にイタリアへ転戦、1744年のコーニの戦いに勝利し、ビリャフランカの強制通過で名を挙げた。1745年にはドイツ、1746年にはオーストリア領ネーデルラントへ転戦する。しかし1747年、サクス元帥と不和になり、軍務を退いた。
同年、当時のポーランド王アウグスト3世の病状が悪化しており、王政の空白期間ができることを危惧したポーランド貴族たちから、ポーランド王になるよう要請された。立候補の際にはルイ15世の個人的支援を勝ち取ったが、フランスの大臣たちは王太子妃マリー＝ジョゼフ・ド・サクスがアウグスト3世の娘であることからザクセン家を支持した。ルイ15世は秘密裡に個人的関係を使って、東ヨーロッパ諸国駐在の大使らに指示を与えたため、大臣と矛盾する指示を受け取った彼らは混乱したといわれる。
結局ルイ・フランソワはポーランド王に立候補せず、ルイ15世の信任を保持し続けた。それも1755年に、王の寵姫ポンパドゥール夫人の陰謀により終わりを告げた。1756年に起こった七年戦争に際しては軍の指揮を拒んだ上、当時の政府行政へ反対の意を示した。1760年、そのポンパドゥール夫人と争った「ロマネ・コンティ」の畑を手に入れた。
ルイ・フランソワは特に財務総監のテュルゴーを嫌って敵対行為を行い、テュルゴーが1775年にディジョンで起きた反乱を援助したのではないかと疑っていた。
ルイ・フランソワは、勇敢で有能な将軍であると同時に、父から文学嗜好を受け継いでいた。彼がジャン＝ジャック・ルソーのパトロンであったことが知られている。また、ルイ15世の私的諜報機関セクレ・ド・ロワ（Secret de roi、王の秘密の意）の初代の長であった。

## 家族
1732年、オルレアン公フィリップ2世の末娘ルイーズ・ディアーヌと結婚。長男ルイ・フランソワ・ジョゼフ（1734年 - 1814年）をもうけるが、1736年に妻は第2子出産後に急死した。